# Гильтебрандт, Яков Аполлонович
Яков Аполлонович Гильтебрандт (20 сентября (2 октября) 1842 — 14 (27) мая 1915) — российский адмирал (1909). Двоюродный брат П. А. Гильтебрандта.

## Биография
Родился 20 сентября (2 октября) 1842 года в семье врача Аполлона Ивановича Гильтебрандта (1816—?). Его дед, Иван Андреевич Гильтебрандт (1773—1822) происходил «из штаб-офицерских детей»; в 1799 году был выпущен из Московского генерального госпиталя младшим лекарем и скончался в чине коллежского асессора.
Яков Аполлонович 22 апреля 1860 года с производством в гардемарины был выпущен из Морского корпуса и зачислен в Балтийский флот. В 1860—1865 годах участвовал в гругосветном плавании на корвете «Калевала»; с 3 апреля 1862 года — мичман, в 1863 году участвовал в проведении гидрографических работ в западной части залива Петра Великого.
В 1866—1870 годах — служба на Балтике.
В 1871—1875 годах снова участвовал в кругосветном плавании — на корвете «Богатырь» под командованием капитана 2-го ранга Д. Шаврова; 1 января 1875 года был произведён в чин капитан-лейтенанта.
С 22 февраля 1880 года был назначен командиром канонерской лодки «Снег»; 21 февраля 1883 года — командиром клипера «Разбойник», на котором совершил в 1883—1885 годах кругосветное плавание с заходом в Гонолулу; 6 мая 1884 года «во внимание к отлично-усердной службе»ему было объявлено Монаршее благоволение, а 26 февраля 1885 года он был произведён в чин капитана 2-го ранга.
В 1885—1888 годах командовал броненосным фрегатом «Владимир Мономах» в Тихом океане; 1 января 1887 года произведён в чин капитана 1-го ранга с утверждением в должности командира фрегата «Владимир Мономах». 
С 1 октября 1888 года командовал броненосным кораблём «Император Николай I», а 27 сентября 1891 года был назначен командиром 15-го флотского экипажа.
В 1892—1894 годах — контр-адмирал, начальник штаба Черноморского флота и портов Чёрного моря. С 1894 года — младший флагман Балтийского флота.
В 1895—1896 годах — Командующий Учебно-артиллерийским отрядом Балтийского флота; с 26 сентября 1896 года — помощник начальника Главного морского штаба; с 26 января 1898 года — командующий отдельным отрядом судов, назначенных для испытаний; 6 декабря 1898 года произведен в чин вице-адмирала.
В 1899—1900 годах — начальник эскадры Тихого океана, участник китайской кампании 1900—1901 гг; 3 июля 1900 года был отчислен от должности начальника эскадры и 1 января 1901 года назначен старшим флагманом Черноморского флота. Был командующим Практической эскадрой Черноморского флота и 17 сентября 1902 года по результатом Высочайшего смотра судов Практической эскадры на Севастопольском рейде удостоился Монаршего благоволения.
В 1903—1907 годах — старший флагман Балтийского флота, затем начальник Главного гидрографического управления; 10 января 1907 года был назначен членом Адмиралтейств-совета; 28 августа 1909 года произведен в чин адмирала с увольнением в отставку.
Был членом комиссии по пересмотру Морского устава 1885 года, разработавшей новую редакцию 1899 года; комиссии, разбиравшей бой в Жёлтом море 28 июля 1904 года; председателем следственной комиссии по выяснению обстоятельств Цусимского боя.
Скончался в Павловске 14 (27) мая 1915 года после продолжительной болезни. Похоронен на местном кладбище.
В честь Я. А. Гильтебрандта был назван остров в заливе Петра Великого (обследован в 1863 году экипажем корвета «Калевала», тогда же присвоено название).

## Награды
Российские:
- орден Св. Станислава 3-й ст. (1865)
- орден Св. Анны 3-й ст. (1871)
- орден Св. Станислава 2-й ст. (1874)
- орден Св. Владимира 4-й ст. с бантом за 20 кампаний (1875)
- орден Св.  Анны 2-й ст. (1880)
- орден Св. Владимира 3-й ст.  (1891)
- орден Св. Станислава 1-й ст. (1895)
- серебряная медаль в память царствования Императора Александра III (1896)
- орден Св. Анны 1-й ст. (1897)
- бронзовая медаль за труды по 1-й народной переписи (1897)
- серебряная медаль в память Священного Коронования Их Величеств (1898)
- орден Св. Владимира 2-й степ. с мечами, за отличие при взятии фортов в Таку. (1900)
- орден Белого орла (1904).

Иностранные:
- гавайский орден Короны большого креста (1884)
- французский орден Почётного легиона, офицерский крест (1886)
- сиамский орден Белого слона 2-го класса со звездой (1897)
- французский орден Почётного легиона, командорский  крест (1897)
- прусский орден Красного орла 2 класса со звездой (1897).
- румынский орден Короны большого креста (1899)
- румынский орден Звезды большого креста (1901)
- болгарский орден Св. Александра 1-й ст. (1901)
- французский орден Почётного легиона, большой офицерский крест (1901)
- прусский орден Короны 1-й степ. с мечами  (1902)
- японский орден Восходящего Солнца 1-й ст. (1902)